# Großblättrige Magnolie

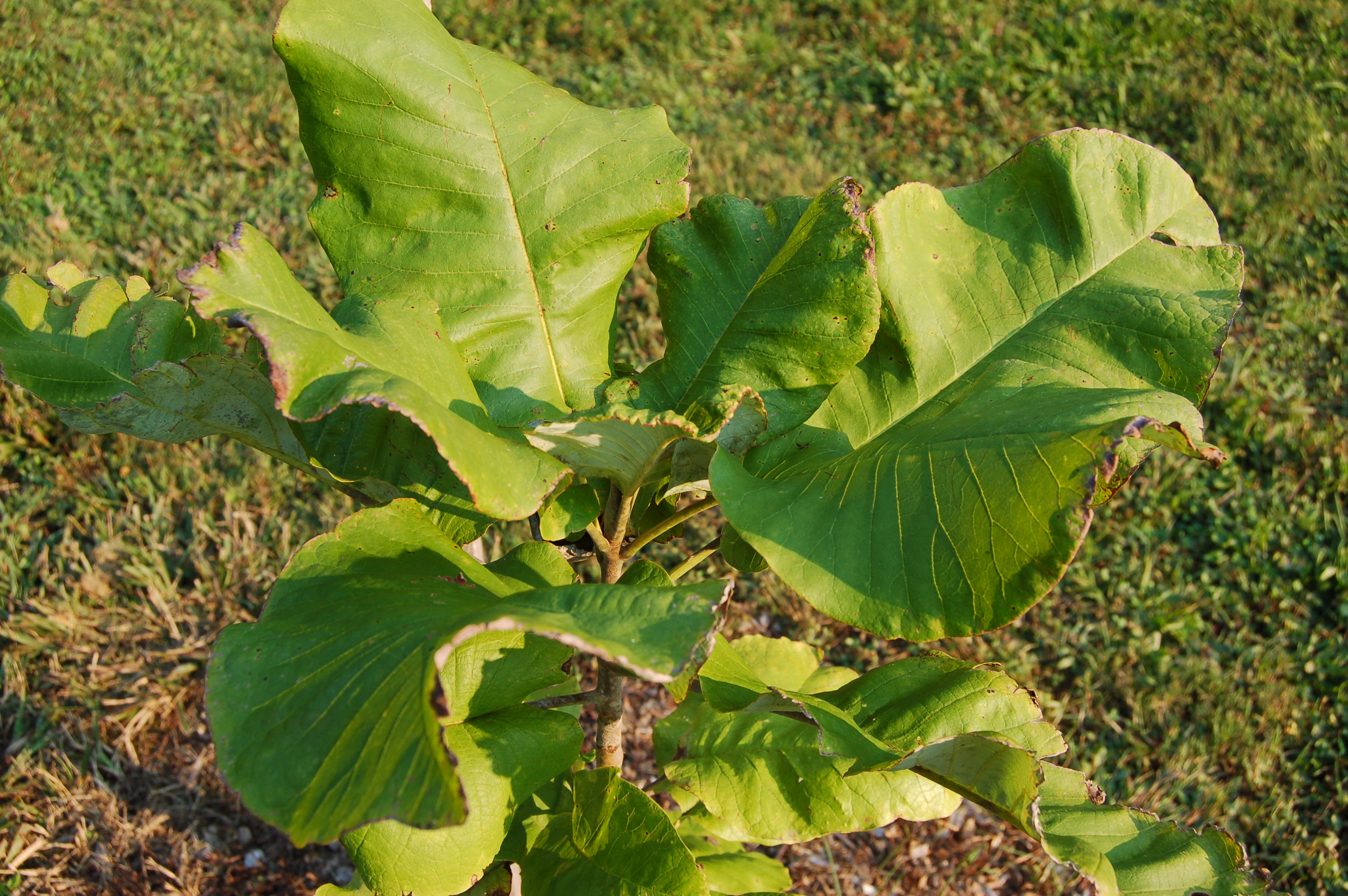
Großblättrige Magnolie (Magnolia macrophylla)

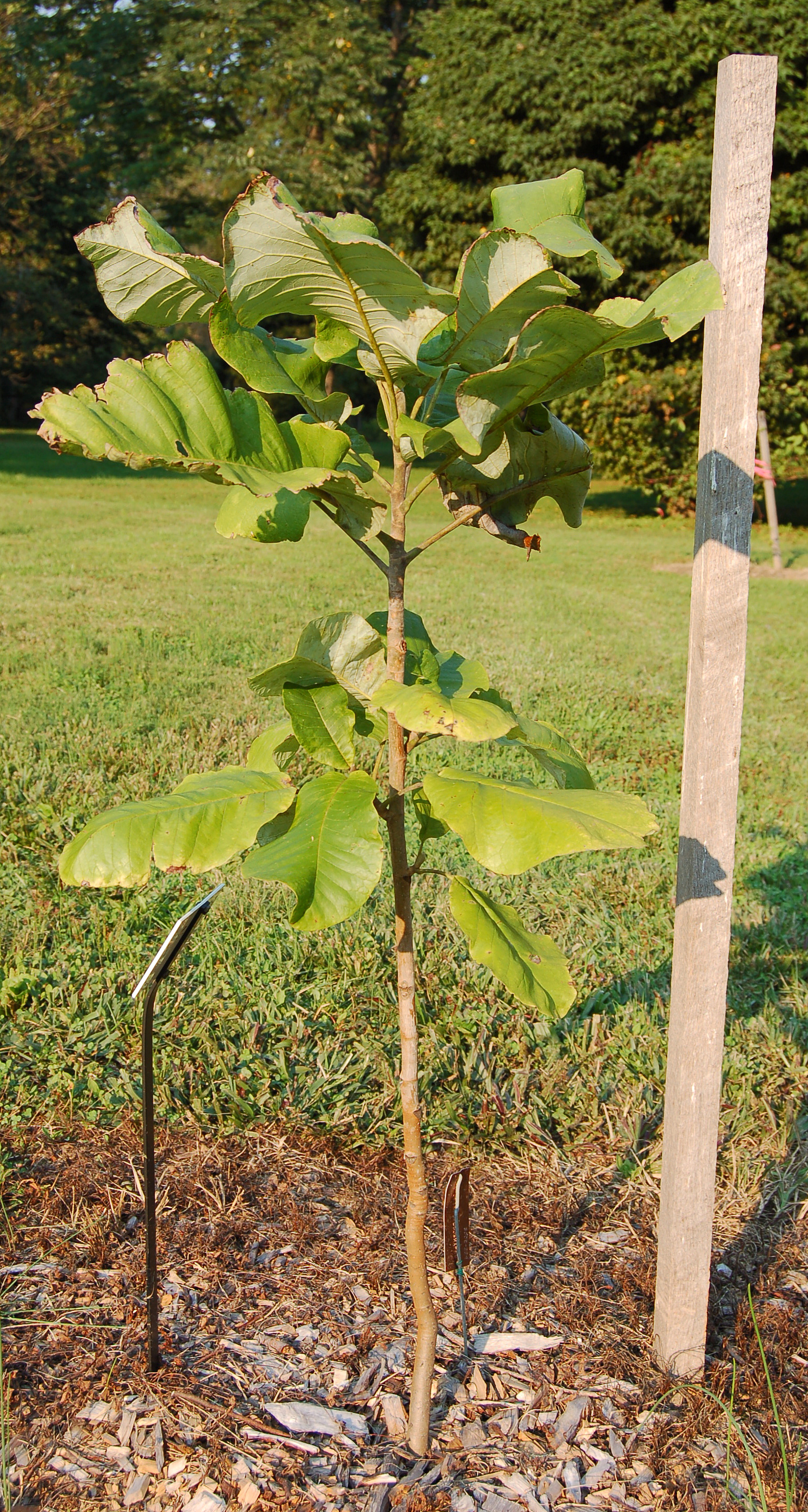
Junger Baum

Die Großblättrige Magnolie (Magnolia macrophylla) ist eine laubabwerfende Pflanzenart aus der Gattung der Magnolien. Sie wächst als mittelgroßer Baum im Osten Nordamerikas, dort wird sie „bigleaf magnolia“ genannt. Sowohl der englische als auch der wissenschaftliche Name beziehen sich auf die außergewöhnlich großen Blätter.

## Beschreibung

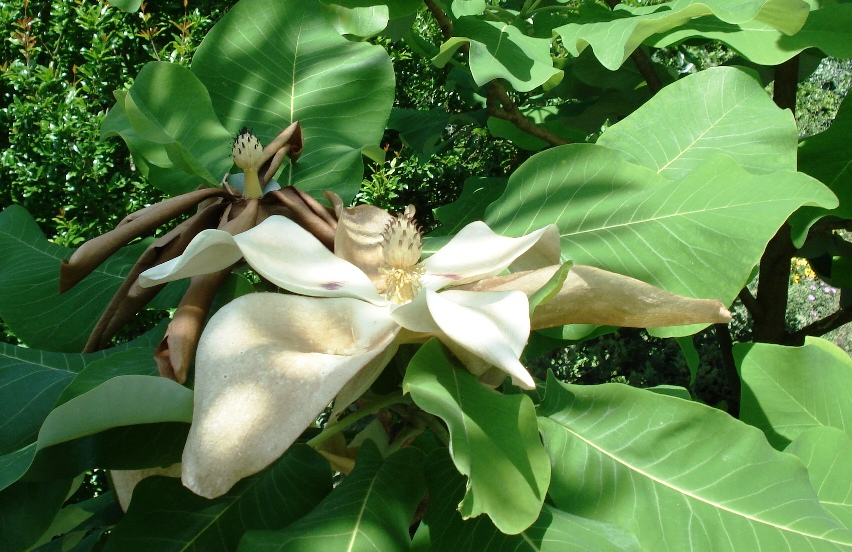
Magnolia macrophylla mit geöffneter und verblühter Blüte

Die Großblättrige Magnolie wächst als sommergrüner Baum und erreicht Wuchshöhen bis zu 15 Meter, in Ausnahmefällen auch bis 30 Meter. Junge Zweige sind gelblich-grau und weich behaart, ältere Äste besitzen eine glatte, hellgraue Rinde. Die Äste verzweigen sich nicht oft.
Die Laubblätter stehen gehäuft an den Enden der Zweige. Die Blattform ist elliptisch bis verkehrt-eiförmig, der Blattgrund ist keil- bis herzförmig, die Blattspitze ist spitz bis stumpf. Die Blätter erreichen eine Länge von 50 bis 110 Zentimeter bei einer Breite von 15 bis 45 Zentimeter. Damit besitzt diese Pflanze die größten ungeteilten Blätter aller in den gemäßigten Zonen wachsenden Baumarten. Die Oberseite ist grün und glatt, unterseits sind die Blätter weißlich bis hellgrün, manchmal bläulich „bereift“, glauk und besonders entlang der Mittelrippe mit weißen Haaren besetzt. Der Blattstiel misst 5 bis 10 Zentimeter, Nebenblätter sind vorhanden.
Die duftenden Blüten erreichen einen Durchmesser von 35 bis 40 Zentimeter, gelegentlich bis zu 50 Zentimeter. Sie stehen einzeln an den Enden der Zweige. Sie öffnen sich von Mai bis Juni aus zwei knospenschuppenähnlichen Hochblättern, von denen das äußere braun behaart ist. Die drei äußeren Tepalen sind grünlich und weit zurückgebogen, die inneren sechs sind weiß und öffnen sich langsamer. Die innersten drei Blütenblätter besitzen am Grund einen rot-braunen Fleck. Im Zentrum der Blüte befinden sich 350 bis 580 weiße Staubblätter und 50 bis 80 Stempel. Der zapfenartige Fruchtstand (Sammelbalgfrucht) ist rundlich bis oval mit einem Durchmesser von 5 bis 10 Zentimetern. Er färbt sich von grün über rosa-rot nach braun, zuerst ist er behaart, bei der Reife dann glatt. Die etwa 1 Zentimeter großen Samen sind von einer leuchtend rosa oder orange-roten Sarkotesta umgeben.

## Verbreitung
Die Großblättrige Magnolie ist ein Baum der sommergrünen Wälder des östlichen Nordamerika, von Ohio und Kentucky bis nach Georgia, Alabama und Louisiana im Süden. Am häufigsten ist der Baum im südlichen und zentralen Mississippi, wirklich dominant ist er allerdings nirgends. Die meisten Vorkommen bestehen aus wenigen Individuen und sind isoliert. Darüber hinaus kommt die Art in Mexiko und von Kuba bis Puerto Rico vor.
Die Standorte sind feuchte Täler und Schluchten in einer Höhe von 150 bis 300 Meter. Die Böden sind humus- und nährstoffreich, der pH-Wert liegt im leicht sauren Bereich. Extreme Lagen in jedweder Form werden nicht besiedelt.

## Verwendung
Diese Magnolie wird gelegentlich als Ziergehölz kultiviert. Sie stellt allerdings recht hohe Ansprüche an den Standort und passt mit ihrer Größe auch nicht in kleinere Hausgärten. Magnolia macrophylla ist in Europa nur selten im Handel erhältlich, in den USA sind gelegentlich einige Sorten zu sehen. Kreuzungen mit anderen Magnolien sind möglich, etwa die Sorten 'Birgitta Flinck' und 'Karl Flinck' aus Magnolia macrophylla × Magnolia virginiana.
Die Cherokee-Indianer nutzten die Rinde als Medizin.

## Systematik
Innerhalb der Gattung Magnolia gehört Magnolia macrophylla in die Untergattung Magnolia, dort in die Sektion Macrophylla. Nächste Verwandte sind Magnolia ashei und Magnolia dealbata, manchmal auch als Varietäten von Magnolia macrophylla geführt. Weitere Magnolien, die im südöstlichen Nordamerika wachsen und Magnolia macrophylla nahestehen, sind Magnolia fraseri und die Schirm-Magnolie.
Benannt wurde Magnolia macrophylla von André Michaux im Jahr 1803, nachdem er sie selbst 1795 auf einer Reise durch die Cumberland Mountains in Tennessee gesammelt hatte.
Es gibt drei Unterarten bzw. Varietäten, die sich nicht nur durch eine Reihe eindeutiger Merkmale unterscheiden, sondern auch geografisch isolierte Areale besiedeln, weswegen sie auch von einigen Botanikern als eigenständige Arten angesehen werden:
- Magnolia macrophylla (Magnolia macrophylla var. macrophylla), Großblättrige Magnolie, südöstliche USA, Baum bis 20 m, Blätter 50–90 cm lang, Frucht 4–10 cm lang mit mehr als 50 Fruchtblättern. Kultursorten: 'Whopper' (soll noch größere Blätter und Blüten haben als die Art) und 'Sara Gladney'. USDA Zone 5 Sie kommt von Ohio bis zu den südöstlichen Vereinigten Staaten vor.[3]
- Magnolia ashei (Magnolia macrophylla var. ashei (Weatherby) D. Johnson), nordwestliches Florida, Busch oder kleiner Baum bis 12 m, Blätter 25–60 cm, Frucht 4–5 cm lang mit weniger als 50 Fruchtblättern. USDA Zone 6  Sie kommt nur im nordwestlichen Florida vor.[3]
- Magnolia dealbata (Magnolia macrophylla var. dealbata (Zuccarini) D. Johnson), Mexiko (Hidalgo zu Oaxaca und Vera Cruz, in Nebelwäldern), Baum bis 20 m, Blätter 30–60 cm, Frucht 8–15 cm lang mit mehr als 70 Fruchtblättern. USDA Zone 8  Sie kommt in Mexiko und von Kuba bis Puerto Rico vor.[3]